# Campeonato Nacional de Haití 2020
El Campeonato Nacional de Haití 2020 fue la edición número 57 del Championnat National. La temporada completa consistía de campeonatos divididos y a la vez individuales los cuales otorgaría títulos de manera separada; en la primera mitad de la temporada se jugó la Serie de Apertura y en la otra mitad la Serie de Clausura; el campeón de cada uno de estos torneos clasificaría al Campeonato de Clubes de la CFU 2021. Al final de la temporada se iba a elaborar una Tabla Acumulada donde los tres últimos descenderían a la Segunda División de Haití 2021. Sin embargo, a causa de la pandemia del COVID-19, se declaró abandonada la temporada.

## Equipos participantes
| Pos.   | Equipo                | Ciudad          | Estadio                  | Capacidad |
| ------ | --------------------- | --------------- | ------------------------ | --------- |
| 1      | AS Capoise            | Cabo Haitiano   | Parc Saint-Victor        | 7500      |
| 2      | Don Bosco FC          | Puerto Príncipe | Estadio Sylvio Cator     | 15000     |
| 3      | Tempête FC            | San Marcos      | Parc Levelt              | 5500      |
| 4      | Real Hope FA          | Cabo Haitiano   | Parc Saint-Victor        | 7500      |
| 5      | Baltimore SC          | San Marcos      | Parc Levelt              | 5500      |
| 6      | Violette AC           | Puerto Príncipe | Estadio Sylvio Cator     | 15000     |
| 7      | Arcahaie FC           | Arcahaie        | Parc National du Drapeau | 1000      |
| 8      | America des Cayes     | Los Cayos       | Parc Lacor               | 2000      |
| 9      | Racing Gônaïves FC    | Les Gonaïves    | Parc Stenio Vincent      | 1500      |
| 10     | Triomphe Liancourt FC | San Marcos      | Parc Levelt              | 5500      |
| 11     | Ouanaminthe FC        | Juana Méndez    | Parc Notre Dame          | 1000      |
| 12     | AS Mirebalais         | Mirebalais      | Parc Nelson Petit-Frère  | 2000      |
| 13     | AS Cavaly             | Léogâne         | Parc Julia Vilbon        | 1000      |
| 14     | FICA                  | Cabo Haitiano   | Parc Saint-Victor        | 7500      |
| 15     | Racing Club Haïtien   | Puerto Príncipe | Estadio Sylvio Cator     | 15000     |
| 16     | Cosmopolites SC       | Puerto Príncipe | Estadio Sylvio Cator     | 15000     |
| 1 (SD) | FC Juventus des Cayes | Los Cayos       | Parc Lacor               | 2000      |
| 2 (SD) | US Rivartibonitienne  | Petite-Rivière  | Parc Levelt              | 5500      |

### Ascensos y descensos
| Pos. | Ascendidos de Segunda División 2019 |
| ---- | ----------------------------------- |
| 1    | FC Juventus des Cayes               |
| 2    | US Rivartibonitienne                |

| Pos. | Descendidos de Championnat National 2019 |
| ---- | ---------------------------------------- |
| X    | No hubo                                  |

## Serie de Apertura
La Serie de Apertura se jugó durante la primera mitad del 2020, empezó el 29 de febrero y fue abandonada el 2 de julio debido a la pandemia de COVID-19

### Tabla de posiciones
Actualizado el 20 de marzo de 2020.
| Pos. | Equipo                | PJ | PG | PE | PP | GF | GC | DG | Pts. | Clasificado a |
| ---- | --------------------- | -- | -- | -- | -- | -- | -- | -- | ---- | ------------- |
| 1    | Baltimore SC          | 4  | 3  | 1  | 0  | 5  | 0  | +5 | 10   |               |
| 2    | AS Cavaly             | 4  | 3  | 1  | 0  | 7  | 3  | +4 | 10   |               |
| 3    | Don Bosco FC          | 4  | 2  | 1  | 1  | 6  | 2  | +4 | 7    |               |
| 4    | AS Capoise            | 4  | 2  | 0  | 2  | 4  | 2  | +2 | 6    |               |
| 5    | Real Hope FA          | 4  | 2  | 0  | 2  | 4  | 3  | +1 | 6    |               |
| 6    | Triomphe Liancourt FC | 4  | 2  | 0  | 2  | 4  | 3  | +1 | 6    |               |
| 7    | US Rivartibonitienne  | 4  | 2  | 0  | 2  | 2  | 2  | 0  | 6    |               |
| 8    | FICA                  | 4  | 2  | 0  | 2  | 2  | 3  | -1 | 6    |               |
| 9    | FC Juventus des Cayes | 4  | 1  | 2  | 1  | 3  | 3  | 0  | 5    |               |
| 10   | Violette AC           | 4  | 1  | 2  | 1  | 3  | 3  | 0  | 5    |               |
| 11   | Arcahaie FC           | 4  | 1  | 2  | 1  | 2  | 3  | -1 | 5    |               |
| 12   | Cosmopolites SC       | 4  | 1  | 2  | 1  | 2  | 3  | -1 | 5    |               |
| 13   | AS Mirebalais         | 4  | 1  | 2  | 1  | 1  | 2  | -1 | 5    |               |
| 14   | America des Cayes     | 4  | 1  | 1  | 2  | 3  | 4  | -1 | 4    |               |
| 15   | Ouanaminthe FC        | 4  | 1  | 1  | 2  | 1  | 4  | -3 | 4    |               |
| 16   | Racing Gônaïves FC    | 4  | 1  | 1  | 2  | 1  | 5  | -4 | 4    |               |
| 17   | Racing Club Haïtien   | 4  | 1  | 0  | 3  | 1  | 3  | -2 | 3    |               |
| 18   | Tempête FC            | 4  | 1  | 0  | 3  | 2  | 5  | -3 | 3    |               |

## Serie de Clausura
La serie de clausura no se jugó debido a la transición de calendario otoño-primavera para la temporada 2020-21. 

### Tabla de posiciones
Actualizado el 20 de febrero.
| Pos. | Equipo                | PJ | PG | PE | PP | GF | GC | DG | Pts. | Clasificado a    |
| ---- | --------------------- | -- | -- | -- | -- | -- | -- | -- | ---- | ---------------- |
| 1    | America des Cayes     | 0  | 0  | 0  | 0  | 0  | 0  | 0  | 0    | Semifinales      |
| 2    | Arcahaie FC           | 0  | 0  | 0  | 0  | 0  | 0  | 0  | 0    | Semifinales      |
| 3    | AS Capoise            | 0  | 0  | 0  | 0  | 0  | 0  | 0  | 0    | Cuartos de final |
| 4    | AS Cavaly             | 0  | 0  | 0  | 0  | 0  | 0  | 0  | 0    | Cuartos de final |
| 5    | AS Mirebalais         | 0  | 0  | 0  | 0  | 0  | 0  | 0  | 0    | Cuartos de final |
| 6    | Baltimore SC          | 0  | 0  | 0  | 0  | 0  | 0  | 0  | 0    | Cuartos de final |
| 7    | Cosmopolites SC       | 0  | 0  | 0  | 0  | 0  | 0  | 0  | 0    |                  |
| 8    | Don Bosco FC          | 0  | 0  | 0  | 0  | 0  | 0  | 0  | 0    |                  |
| 9    | FC Juventus des Cayes | 0  | 0  | 0  | 0  | 0  | 0  | 0  | 0    |                  |
| 10   | FICA                  | 0  | 0  | 0  | 0  | 0  | 0  | 0  | 0    |                  |
| 11   | Ouanaminthe FC        | 0  | 0  | 0  | 0  | 0  | 0  | 0  | 0    |                  |
| 12   | Racing Club Haïtien   | 0  | 0  | 0  | 0  | 0  | 0  | 0  | 0    |                  |
| 13   | Racing Gônaïves FC    | 0  | 0  | 0  | 0  | 0  | 0  | 0  | 0    |                  |
| 14   | Real Hope FA          | 0  | 0  | 0  | 0  | 0  | 0  | 0  | 0    |                  |
| 15   | Tempête FC            | 0  | 0  | 0  | 0  | 0  | 0  | 0  | 0    |                  |
| 16   | Triomphe Liancourt FC | 0  | 0  | 0  | 0  | 0  | 0  | 0  | 0    |                  |
| 17   | US Rivartibonitienne  | 0  | 0  | 0  | 0  | 0  | 0  | 0  | 0    |                  |
| 18   | Violette AC           | 0  | 0  | 0  | 0  | 0  | 0  | 0  | 0    |                  |

## Tabla Acumulada
Actualizado el 20 de marzo de 2020
| Pos. | Equipo                | PJ | PG | PE | PP | GF | GC | DG | Pts. | Clasificado a |
| ---- | --------------------- | -- | -- | -- | -- | -- | -- | -- | ---- | ------------- |
| 1    | Baltimore SC          | 4  | 3  | 1  | 0  | 5  | 0  | +5 | 10   |               |
| 2    | AS Cavaly             | 4  | 3  | 1  | 0  | 7  | 3  | +4 | 10   |               |
| 3    | Don Bosco FC          | 4  | 2  | 1  | 1  | 6  | 2  | +4 | 7    |               |
| 4    | AS Capoise            | 4  | 2  | 0  | 2  | 4  | 2  | +2 | 6    |               |
| 5    | Real Hope FA          | 4  | 2  | 0  | 2  | 4  | 3  | +1 | 6    |               |
| 6    | Triomphe Liancourt FC | 4  | 2  | 0  | 2  | 4  | 3  | +1 | 6    |               |
| 7    | US Rivartibonitienne  | 4  | 2  | 0  | 2  | 2  | 2  | 0  | 6    |               |
| 8    | FICA                  | 4  | 2  | 0  | 2  | 2  | 3  | -1 | 6    |               |
| 9    | FC Juventus des Cayes | 4  | 1  | 2  | 1  | 3  | 3  | 0  | 5    |               |
| 10   | Violette AC           | 4  | 1  | 2  | 1  | 3  | 3  | 0  | 5    |               |
| 11   | Arcahaie FC           | 4  | 1  | 2  | 1  | 2  | 3  | -1 | 5    |               |
| 12   | Cosmopolites SC       | 4  | 1  | 2  | 1  | 2  | 3  | -1 | 5    |               |
| 13   | AS Mirebalais         | 4  | 1  | 2  | 1  | 1  | 2  | -1 | 5    |               |
| 14   | America des Cayes     | 4  | 1  | 1  | 2  | 3  | 4  | -1 | 4    |               |
| 15   | Ouanaminthe FC        | 4  | 1  | 1  | 2  | 1  | 4  | -3 | 4    |               |
| 16   | Racing Gônaïves FC    | 4  | 1  | 1  | 2  | 1  | 5  | -4 | 4    |               |
| 17   | Racing Club Haïtien   | 4  | 1  | 0  | 3  | 1  | 3  | -2 | 3    |               |
| 18   | Tempête FC            | 4  | 1  | 0  | 3  | 2  | 5  | -3 | 3    |               |